# Richard Wahlström
Richard Wahlström est un rameur américain né le 8 novembre 1931 à Seattle et mort le 18 décembre 2003.

## Biographie
Richard Wahlström dispute l'épreuve de quatre barré aux côtés de Carl Lovsted, Al Ulbrickson, Matt Leanderson et Al Rossi aux Jeux olympiques d'été de 1952 d'Helsinki et remporte la médaille de bronze.